# هنيئا مريئا جلالتك
هنيئًا مريئًا، جلالتك (بالكورية: 폭군의 셰프) هو مسلسل درامي رومانسي خيالي كوري جنوبي قادم، من تأليف فكرد وإخراج جانغ تاي-يو وبطولة إم يونا ولي جاي-مين وكانغ هانا وتشوي غوي هوا. يتتبع المسلسل قصة طاهية مطبخ فرنسي، عند وصولها إلى قمة مهنتها، تنتقل عبر الزمن إلى الماضي وتقابل الملك، الذي يُعتبر أفضل ذوّاق وأسوأ طاغية. من المقرر عُرض المسلسل لأول مرة على قناة تي في إن في 23 أغسطس 2025. وسيكون متاحاً عالمياً على منصة نتفليكس.

## الممثلون والشخصيات
- إم يونا في دور يون جي يونغ[2]

طاهية مطبخ فرنسي ذات شخصية إيجابية وحازمة. تجد نفسها فجأةً في عصر جوسون يوم فوزها بأعظم مسابقة طبخ فرنسية.
- لي تشاي مين في دور لي هيون[2]

ملك جوسون، يُعتبر أفضل ذوّاق وأسوأ طاغية.
- كانغ هانا في دور كانغ موك جو[2]

امرأة عاطفية نالت موافقة لي هيون وأصبحت محظية للملك.
- تشوي غوي هوا في دور الأمير جي سيون[2]

أحد أفراد عائلة جوسون الملكية. يصبح قطاع طرق للنجاة بعد وفاة والده، لكنه لا يكف عن البحث عن فرصة للإطاحة بلي هون وتولي العرش.
- سيو يي سوك في دور الملكة الأرملة[3]
- يون سيو آه في دور غيل غوم

## الإنتاج
المسلسل من إخراج جانغ تاي يو، وكتابة فكرد، وتخطيط ستوديو دراغون، وإدارة مشتركة للإنتاج بين فيلم غريدا وجونغ يونيفرس. المسلسل مقتبس من رواية بعنوان "البقاء كطاهي يونسان-غون" للكاتب بارك كوك جاي.
في 24 سبتمبر 2024، ورد أن إم يونا مرشحة للظهور بدور البطولة النسائية، مما يمثل أول تعاون لها مع المخرج جانغ تاي يو. في 3 ديسمبر، كان بارك سونغ هون في محادثات للدور الرئيسي للبطل.
في 2 يناير 2025، كانت كانغ هانا في نهاية المناقشات للظهور. وألغت قناة تي في إن قراءة السيناريو بسبب الجدل حول بارك. في 13 يناير، ذكرت صحيفة كوريا تايمز أن بارك انسحب رسمياً من المسلسل، ولي تشاي مين يفكر في الظهور كبديل له. في 21 يناير، ورد أن تشوي غوي هوا سيشارك بالمسلسل. في 24 يناير، أكتمل طاقم التمثيل، والذي ضم إم ولي وكانغ وتشوي.
في 25 يونيو 2025، أعلن أن يون سيو آه ستظهر بدور غونغ-غوم، خادمة القصر التي تصادق يون جي-يونغ.
بدأ تصوير المسلسل في 23 يناير 2025.

## الاطلاق
من المقرر عرض مسلسل «هنيئًا مريئًا، جلالتك» على قناة تي في إن في 23 أغسطس 2025، وسيبث كل سبت وأحد في تمام الساعة 21:10 (بتوقيت كوريا الجنوبية). وسيكون متاحاً للعرض على منصة نتفليكس عالمياً.

## روابط خارجية
- هنيئًا مريئًا، جلالتك على موقع IMDb (الإنجليزية)
- هنيئًا مريئًا، جلالتك على موقع نتفليكس (الإنجليزية)
- هنيئا مريئا جلالتك على هانسينما